# Monumentul Eroilor Regimentului 21 Infanterie

Monumentul Eroilor Regimentului 21 Infanterie, inaugurat în 1923

Monumentul Eroilor Regimentului 21 Infanterie, operă a sculptorului Spiridon Georgescu, se găsește în București, în curtea clădirii care a adăpstit în perioada interbelică Regimentul 21 Infanterie, clădire care este în prezent sediul Muzeului Militar Național.

## Istoric
În primăvara anului 1921, la invitatia lui Carol Storck, pe atunci președintele Societății „Cercul Artistic“ din București, sculptorul Spiridon Georgescu a expus lucrările cu caracter social „Parfumul“, „Internaționala“ și „În repaus“.
Comandantul Regimentului 21 Infanterie București, care a vizitat expoziția, a remarcat sculpturile artistului și i-a propus să îi comande o lucrare monumentală în memoria eroilor din acest regiment. Sculptorul a realizat macheta acestui monument, pe care a prezentat-o la 2 iulie 1922. Monumentul reprezenta un ostaș având într-o mână un steag desfășurat, iar în cealaltă, arma cu baioneta în sus. Dar, pentru turnarea ei, mai întâi în gips și apoi în bronz, era necesar avizul Ministerului Artelor. În acest scop, trei zile mai târziu, ca reprezentant al acestui minister, s-a prezent sculptorul Dimitrie Paciurea, care a elogiat modul în care a fost realizat monumentul, și a aprobat finalizarea lui.
În ziua de 9 ianuarie 1923, monumentul Eroilor Regimentului 21 Infanterie, a fost inaugurat cu mult fast.